# Radnički nogometni klub Split 2011-2012

## Rosa
| N. |                                 | Ruolo | Calciatore      |
| -- | ------------------------------- | ----- | --------------- |
| 1  | Croazia (bandiera)              | P     | Andrija Vuković |
| 2  | Croazia (bandiera)              | D     | Goran Radnić    |
| 4  | Croazia (bandiera)              | C     | Igor Budiša     |
| 5  | Bosnia ed Erzegovina (bandiera) | D     | Velimir Vidić   |
| 6  | Bosnia ed Erzegovina (bandiera) | C     | Predrag Šimić   |
| 8  | Croazia (bandiera)              | C     | Ante Vitaić     |
| 9  | Croazia (bandiera)              | A     | Ivan Baraban    |
| 10 | Croazia (bandiera)              | C     | Ante Žužul      |
| 11 | Croazia (bandiera)              | A     | Ante Rebić      |
| 12 | Croazia (bandiera)              | P     | Danijel Zagorac |
| 13 | Croazia (bandiera)              | D     | Damir Rašić     |
| 14 | Croazia (bandiera)              | D     | Goran Milović   |
| 17 | Croazia (bandiera)              | A     | Mate Pehar      |

| N. |                                 | Ruolo | Calciatore        |
| -- | ------------------------------- | ----- | ----------------- |
| 18 | Croazia (bandiera)              | C     | Josip Serdarušić  |
| 21 | Croazia (bandiera)              | A     | Romano Obilinović |
| 22 | Croazia (bandiera)              | A     | Ante Ćapin        |
| 24 | Croazia (bandiera)              | C     | Ante Erceg        |
| 25 | Croazia (bandiera)              | D     | Filip Marčić      |
| 26 | Croazia (bandiera)              | C     | Nino Galović      |
| 27 | Croazia (bandiera)              | C     | Frane Lojić       |
| 29 | Croazia (bandiera)              | C     | Marko Tešija      |
| 30 | Croazia (bandiera)              | P     | Tomislav Duka     |
| 32 | Bosnia ed Erzegovina (bandiera) | A     | Bojan Golubović   |
| 33 | Bosnia ed Erzegovina (bandiera) | C     | Mirko Hrgović     |
| 44 | Croazia (bandiera)              | D     | Ivica Križanac    |
| 90 | Croazia (bandiera)              | A     | Duje Čop          |